# Họ Cầy

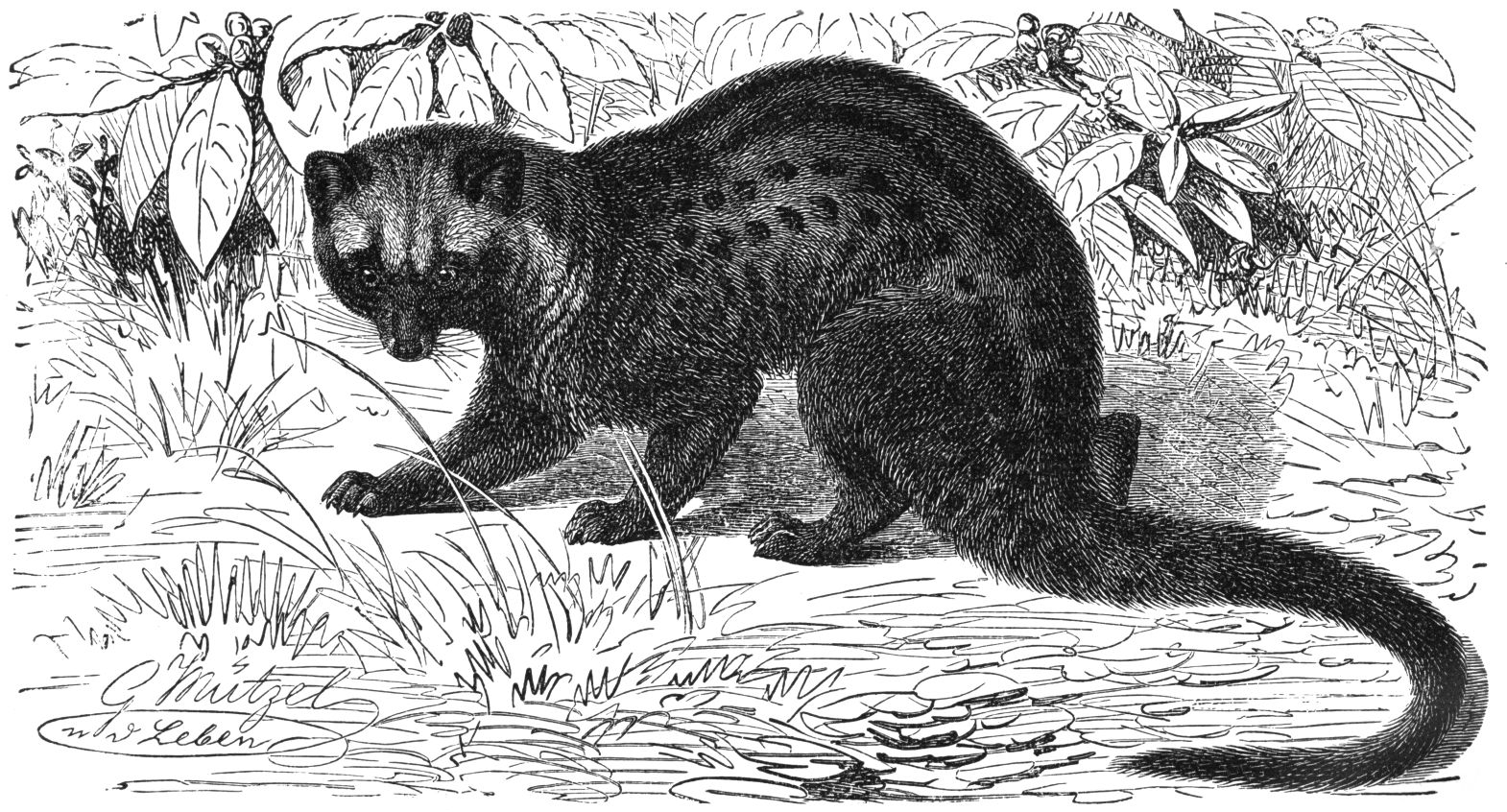

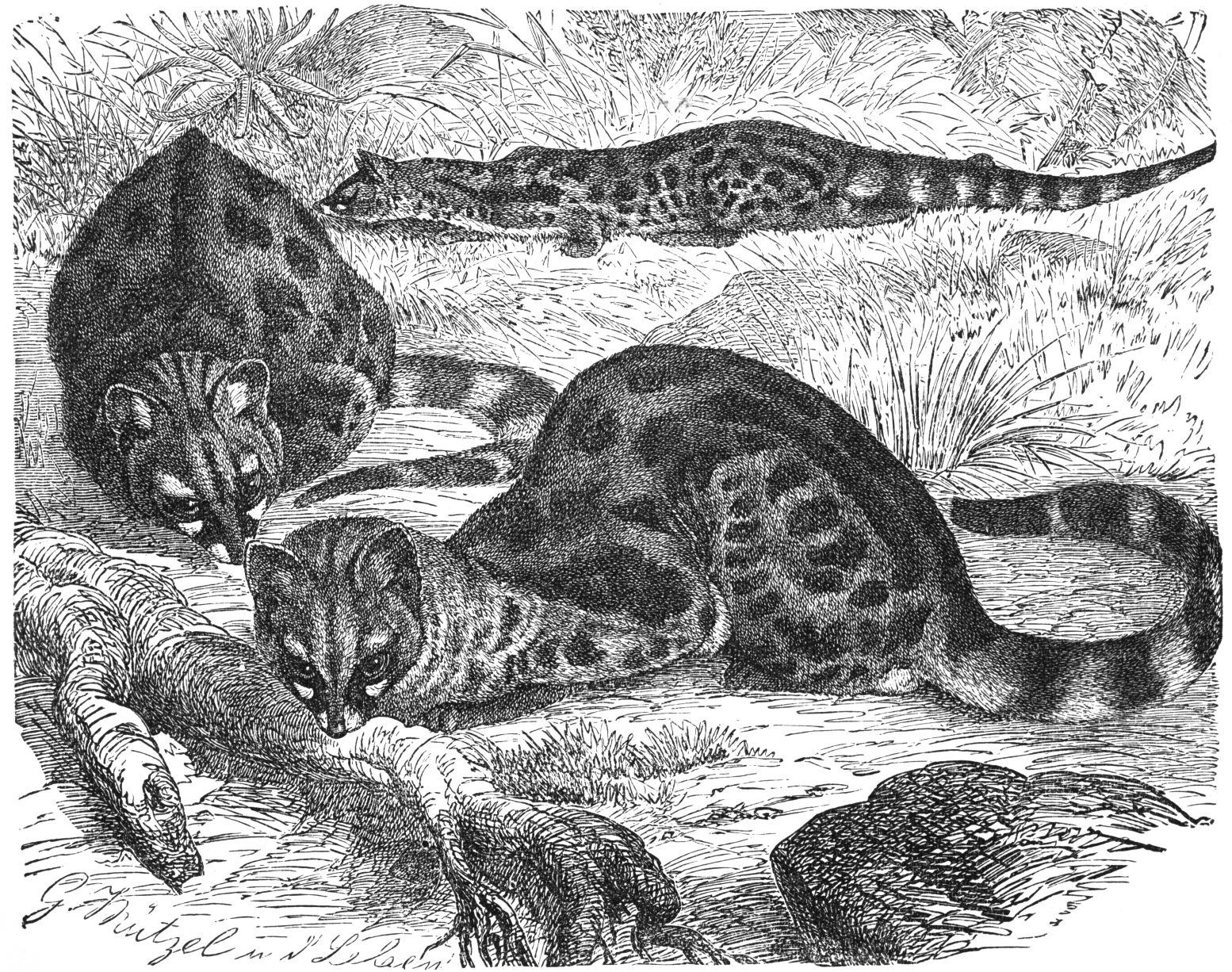

Họ Cầy (Viverridae) là một họ động vật có vú cỡ nhỏ đến trung bình, thân hình mềm mại, chủ yếu sống ở trên cây, gồm 14 chi chia thành 33 loài. Họ này được đặt tên và mô tả lần đầu tiên bởi John Edward Gray vào năm 1821. Chúng sinh sống ở những khu vực phía nam của Địa Trung Hải, Madagascar và bán đảo Iberia; ngoài ra còn ở Nam Á và Đông Nam Á, trên khắp Wallace Line, Châu Phi và vào Nam Âu. Sự xuất hiện của chúng ở Sulawesi và ở một số hòn đảo liền kề cho thấy chúng là cư dân cổ xưa của vùng nhiệt đới Cựu Thế giới. Môi trường sinh sống ưa thích của chúng là các cánh rừng, xavan, vùng núi, và trên hết là các rừng mưa nhiệt đới. Kết quả là hiện nay nhiều loài đang đối mặt với sự suy giảm nghiêm trọng về môi trường sống; dẫn đến một số loài hiện nay được đánh giá là dễ bị tổn thương, và cầy rái cá được đánh giá là loài nguy cấp.
Về bề ngoài nói chung thì chúng giống như mèo, nhưng mõm rộng và thường là nhọn, trông giống như rái cá hay cầy mangut. Chiều dài của chúng, khi trừ đi phần đuôi, là khoảng 40–100 cm (17-39 inch) và cân nặng khoảng 1–5 kg (3-10 pao). Đuôi của chúng dài từ 12–90 cm (5-35 inch). Tuổi thọ 5-15 năm.
Tại Sri Lanka, người ta gọi chúng là "kalawedda" theo tiếng Sinhala. Tuy nhiên, phần lớn người dân gọi chúng là "uguduwa" hay "kalawedda" một cách tùy ý nhưng cùng nghĩa.
Mặc dù có hình dáng bề ngoài khá giống với các loài cầy khác trong họ này, cầy cọ châu Phi (Nandinia binotata) về mặt di truyền là khác biệt, được xếp vào một họ riêng của chính nó (Họ Nandiniidae). Ngoài ra, nghiên cứu di truyền học gần đây cũng chỉ ra rằng các loài cầy linsang châu Á (chi Prionodon) không phải là cầy thực sự mà có quan hệ gần gũi hơn với Họ Mèo (Felidae), nên được xếp vào một họ riêng (Họ Prionodontidae). Tương tự, cầy fossa (Cryptoprocta ferox) ở Madagascar đã từng được coi là thành viên của họ này một khoảng thời gian rất lâu, nhưng các chứng cứ di truyền học gần đây đã chỉ ra rằng loài này là thành viên đặc hữu của động vật ăn thịt tại Madagascar, có họ hàng với Họ Cầy lỏn (Herpestidae), nên cũng được xếp vào một họ riêng (Họ Eupleridae).
Các loài cầy có sự sinh sản diễn ra quanh năm; thời gian mang thai 60-81 ngày. Một số loài có thể sinh đẻ hai lần trong năm. Mỗi lứa chúng đẻ ra từ 1-6 con non phủ đầy lông từ khi mới sinh. Người ta biết rất ít về tập tính sinh sản của chúng.
Cầy là các động vật ăn tạp, bổ sung cho các thức ăn từ thịt (cả do chúng săn được lẫn xác chết) là hoa quả, trứng và có thể là cả rễ cây. Một trong những thức ăn khoái khẩu của cầy vòi đốm là quả từ cây cà phê. Các loại hạt cà phê thường là bị đào thải và chúng được thu gom lại để bán dưới dạng cà phê cứt chồn tại Việt Nam hay Kopi Luwak tại Indonesia.
Mặc dù một số loài được đánh giá là nguy cấp, nhưng người ta vẫn tiếp tục săn bắn chúng vì nhiều người vẫn đánh giá cao thịt của chúng.
Một số tài liệu cho rằng việc ăn thịt cầy có thể đã dẫn đến sự bùng nổ phát triển của virus bệnh SARS năm 2003. Tháng 1 năm 2004, tỉnh Quảng Đông ở Trung Quốc đã ra lệnh cấm buôn bán các loài cầy và tiêu hủy toàn bộ các con còn đang bị giam giữ. Cũng trong tháng 1 năm 2004 thì Hoa Kỳ đã thông báo cấm nhập khẩu các loài cầy.
Năm 2005, WWF đã đưa ra bức ảnh được chụp vào ban đêm của một loài động vật ăn thịt chưa rõ tên (tên hiệu là cáo-mèo) ở Borneo, một hòn đảo ở Indonesia. Một số nhà khoa học cho rằng nó hoặc là loài cầy mới, hoặc đó là một trong những loài hiếm mà hiện nay người ta còn phát hiện ra dấu vết, chẳng hạn như cầy Hose.
Cầy cũng là một trong những nguồn cung cấp xạ có giá trị cao, được dùng làm chất ổn định trong công nghiệp sản xuất nước hoa. Mặc dù các loài cầy đã từng có thời bị giết để lấy xạ, nhưng gần đây người ta đã "tái sinh" chúng cho mục đích này. Các chất tiết ra của cầy được lấy ra từ các tuyến xung quanh hậu môn của chúng thông qua một quy trình mổ. Cả cầy đực lẫn cầy cái đều tiết ra các chất nặng mùi này. Ít nhất có một trang trại nuôi cầy ở Ethiopia cho mục đích lấy xạ, mặc dù kiểu lấy xạ này đang tàn lụi dần đi do ngành sản xuất nước hoa đang chuyển sang sử dụng các chất hãm màu tổng hợp.

## Các loài
- Phân họ Hemigalinae:
  - Chrotogale owstoni — Cầy vằn bắc, cầy Owston
  - Cynogale bennettii — Cầy rái cá
  - Diplogale hosei — Cầy cọ Hose
  - Hemigalus derbyanus — Cầy vằn nam
- Phân họ Paradoxurinae:
  - Arcticis binturong — Cầy mực, chồn mực, binturong
  - Arctogalidia trivirgata — Cầy tai trắng, cầy răng nhỏ
  - Macrogalidia musschenbroekii — Cầy cọ đảo Sulawesi
  - Paguma larvata — Cầy vòi mốc
  - Paradoxurus hermaphroditus — Cầy vòi hương
  - Paradoxurus zeylonensis — Cầy cọ lông vàng
  - Paradoxurus jerdoni — Cầy cọ lông nâu
- Phân họ Viverrinae:
  - Civettictis civetta — Cầy hương châu Phi
  - Genetta abyssinica — Cầy genet Abyssinia
  - Genetta angolensis — Cầy Angola
  - Genetta cristata
  - Genetta genetta — Cầy genet
  - Genetta johnstoni — Cầy Johnston
  - Genetta maculata — Cầy Panther
  - Genetta servalina — Cầy Servaline
  - Genetta thierryi — Cầy Haussa
  - Genetta tigrina
  - Genetta victoriae — Cầy genet lớn
  - Osbornictis piscivora — Cầy genet nước
  - Poiana leightoni — Cầy linsang Leighton
  - Poiana richardsonii — Cầy linsang châu Phi
  - Prionodon linsang — Cầy linsang sọc
  - Prionodon pardicolor — Cầy gấm, cầy linsang đốm
  - Viverra civettina — Cầy Malabar
  - Viverra megaspila — Cầy giông sọc, cầy đốm lớn
  - Viverra tangalunga — Cầy giông phương Đông
  - Viverra zibetha — Cầy giông, cầy Ấn Độ lớn
  - Viverricula indica — Cầy hương, cầy Ấn Độ nhỏ, trong dân gian gọi không chính xác là chồn hương.
- Phân họ Prionodontinae
  - Chi Prionodon
    - Prionodon linsang
    - Prionodon pardicolor

## Lai ghép Cầy/Cầy genet
Trong "The Variation Of Animals And Plants Under Domestication" của mình, Charles Darwin đã viết: The Genetta has bred both here and in the Jardin des Plantes, and produced hybrids (Cầy Genetta đã được phối giống ở cả đây và ở Jardin des Plantes, và chúng sinh ra con lai). Những người khác cũng thông báo là có sự lai ghép giữa cầy/cầy genet.

## Linh tinh
Cầy trong tiếng Việt cũng được dùng để chỉ chó mặc dù cầy và chó chỉ có quan hệ họ hàng xa.